# Сельское поселение Новый Сарбай
Сельское поселение Новый Сарбай — муниципальное образование в составе Кинельского района Самарской области.
Административный центр — село Новый Сарбай.

## География
Село Новый Сарбай расположено в северо-восточной части Кинельского района Самарской области, в 65 км от Самары, в 30 км от административного центра Кинельского района — города Кинель, немного севернее от места впадения реки Сарбай в реку Большой Кинель. Село лежит на правом берегу реки Сарбай. В пределах территории района село имеет двух соседей: село Богдановку с запада, село Георгиевку с юга. С севера и востока оно граничит с Кинель-Черкасским районом. С Богдановкой и с Кинель-Черкасским районом Новый Сарбай имеет сухопутные границы и соединён автодорогой (пос. Усть-Кинельский — г. Отрадный). С Георгиевкой граница проходит через реку Большой Кинель, что затрудняет сообщение населённых пунктов.

## Административное деление
В состав сельского поселения входят:
- посёлок Заречье,
- посёлок Привет,
- деревня Николаевка 1-я,
- село Николаевка 2-я,
- село Новый Сарбай.